# Битва при Бадре
Би́тва при Ба́дре (араб. غزوة بدر‎) — первое крупное сражение между мусульманами и курайшитами (до данной битвы в 623—624 годах состоялось несколько малых столкновений между мусульманами и мекканцами), произошедшее во вторник утром 13 марта 624 года (17 Рамадан 2 г. х.) в Хиджазе (запад Аравийского полуострова). Крупная боевая победа мусульман и фактически поворотный пункт в их борьбе против курайшитов. Усилила распространение ислама вплоть до крупного поражения мусульман в битве при Ухуде в 627 году. Мусульманская армия насчитывала 313—317 человек, в то время как вражеская армия — от 950 до 1000 человек. Участников битвы при Бадре мусульмане называют асхаб аль-Бадр.

## Причины борьбы против курайшитов
Несмотря на огромную значимость этой битвы, среди почти 1000 воинов-мекканцев (Г. Лебон указывает число 2000) количество погибших составило 70 человек (Ибн Исхак говорит, что общее количество убитых курайшитов, которых им перечислили, было 50), а из чуть более 300 мусульман — 14, таким образом, из числа участвовавших в битве погибло всего 6,4 %. Правда, некоторые мусульмане, например Саад ибн Муаз, не были довольны тем, что их врагов оставляют в живых в такой важной битве. Также Мухаммад, узнав, что люди из Бану Хашим и некоторые другие выступили против своей воли, не желая воевать против мусульман, запретил убивать их. По этой же причине он запретил убивать своего дядю. Среди тех, кого было запрещено убивать, был Абу аль-Бахтария, который воздерживался от нападок на Мухаммада и мусульман в мекканский период. Однако тот настоял на сражении с аль-Муджаззаром ибн Зийадой аль-Балавий, союзником ансаров, побоявшись, что в Мекке будут говорить, что он бросил своего товарища, и был убит.
В легендарных жизнеописаниях Мухаммеда говорится об участии ангелов в этой битве.
Боевым кличем сподвижников Мухаммада было: «Аллаху Акбар» (Аллах превыше всего).

## О сражении
До Мухаммада дошла весть о том, что большой караван курайшитов во главе с Абу Суфьяном ибн Харбом возвращается из Сирии. Мухаммад решил напасть на этот караван. Караван состоял из тридцати или сорока курайшитов. Но Абу Суфьян, подходящий с караваном к Хиджазу, своевременно узнал о том, что мусульмане готовятся напасть на них. Он нанял человека и послал его в Мекку, чтобы призвать курайшитов на сражение. Все знатные курайшиты собрались на битву, за исключением Абу Лахаба, который послал вместо себя аль-Аса ибн Хишама ибн аль-Мугиру. Были представители всех родов курайшитов, кроме рода Бану Адий ибн Кааб, которые не поехали.
Мухаммад выехал в понедельник, в восьмой день с начала месяца Рамадана, оставив вместо себя Амра ибн Умм Мактума. Потом вернул Абу Лабабу и назначил его главой Медины. Посланник вручил знамя Мусабу ибн Умайру. Перед самим Мухаммадом было два чёрных знамени. Одно у Али, другое у одного из ансаров. Количество верблюдов достигало семидесяти, но лошадей было только две (у язычников, для сравнения, было 100 коней). Сподвижники сидели по нескольку человек на верблюде. Мухаммад сидел на одном верблюде с Али и Марсадом ибн Абу Марсадом аль-Ганави. Главным по тылу был назначен Кайса ибн Абу Саасаа из Бану Мазин ибн ан-Наджжар. Знамя ансаров было у Саада ибн Муаза, как передал ибн Хишам. В Ирк аз-Зубйе они встретили кочевого араба, но не получили от него никаких сведений о враге. Когда перед Мухаммадом оказалось селение ас-Сафра, ему сказали, что там живут Бану ан-Нар и Бану Хурак — два рода из Бану Гифар; он проехал между ними, потом пересёк Зафиран и остановился. До него дошла весть о том, что курайшиты вышли на защиту своего каравана. Когда Мухаммад подошёл с мусульманами к долине Бадр, он с одним из сподвижников уехал от войска, встретив бедуина, который рассказал им, не зная, кто перед ним, о нахождении мусульман и нахождении курайшитов. Мухаммад вернулся к остальным, а когда наступил вечер, отправил Али, аз-Зубайра ибн аль-Аввама, Саада ибн Абу Ваккаса с группой сподвижников к воде Бадра для того, чтобы они узнали о курайшитах. Те обнаружили водопой курайшитов. Там они встретили Аслама, слугу Бану аль-Хаджаж и Арида Абу Йасара, слугу Бану аль-Ас ибн Сайд, привезли их с собой и допросили. Те сказали, что из знатных курайшитов были: Утба ибн Рабиа, Шайба ибн Рабиа, Абу аль-Бухтури ибн Хишам, Хаким ибн Хизам, Науфаль ибн Хувалид, аль-Харис ибн Амир ибн Науфаль, Туайма ибн Адий ибн Науфаль, ан-Надр ибн аль-Харис, Замаа ибн аль-Асвад, Абу Джахль ибн Хишам, Умаййа ибн Халаф, Нубайх и Мунаббах — сыновья аль-Хаджажа, Сухайль ибн Амр и Амр ибн Абд Вадд, то есть вся знать Мекки. Басбас ибн Амр и Адий ибн Абу аз-Загба, посланные на разведку узнали, что курайшиты будут завтра или послезавтра.
Абу Суфьян узнал, что мусульмане близко, и свернул с дороги и поехал по побережью, оставив Бадр слева. Когда Абу Суфьян благополучно довёл караван, он послал гонца к курайшитам, приехавшим защищать их. Абу Джахль, узнав об этом, решил не возвращаться, пока не приедет в Бадр, где арабы устраивали ярмарку каждый год, пробыть там три дня, заколоть животных, поесть, попить вина, послушать музыку, рассказать о походе арабам-кочевникам, чтобы те боялись их (курайшитов). Аль-Ахнас ибн Шарик посоветовал курайшитам возвращаться, и его послушались люди из рода Бану Зухра, которые все вернулись. Также вернулся Талиб ибн Абу Талиб вместе с некоторыми людьми.

Битва при Бадре

Курайшиты пошли дальше, остановились в долине за песчаным холмом аль-Аканкаль в чаше долины Йальйиль между Бадром и Аканкалем. В долине начался дождь. Из-за воды курайшиты не смогли двигаться дальше. У мусульман тоже шёл сильный дождь, из-за которого грязь прилипала к ногам, но они двигались и поэтому первыми пришли к воде. Аль-Хубаб ибн аль-Мунзир предложил военную хитрость, Мухаммад согласился. Мусульмане подошли близко к воде, потом было велено засыпать все колодцы. Тогда из колодца, у которого остановились, был построен водоём. Таким образом, вода была только у мусульман, а курайшиты остались без неё. Была поставлена палатка для Мухаммада. Курайшиты спустились с аль-Аканкаль, группа курайшитов подошла к водоёму. Все курайшиты, которые были у водоёма, были убиты, кроме Хакима ибн Хизама, который впоследствии примет ислам.
Курайшиты послали разведчика, который доложил о численности войск (около 300 человек) и посоветовал не вступать в бой. Абу Джахль настоял на сражении. Тогда курайшиты стали приходить к колодцу и стали биться. Сначала на поединок вышел один человек — аль-Асвад ибн Абд аль-Асад аль-Хазуми, против которого вышел Хамза ибн Абд аль-Мутталиб и убил его. После этого вышел Утба ибн Рабиа между своим братом Шайбой ибн Рабиа и сыном аль-Валидом ибн Утба. Он выступил вперёд шеренги и вызвал мусульман на поединок. Вышли трое ансаров, но курайшиты отказались сражаться с ними и сказали, что будут сражаться с «благородными, уважаемыми людьми племени» (или они сказали, что будут сражаться с людьми из своего племени). Мухаммад сказал выйти Убайду ибн аль-Харису, Хамзе и Али. Хамза сразу же убил Шайбу, а Али сразу убил аль-Валида. Убайда и Утба обменялись ударами и были ранены. Али и Хамза убили Утбу и понесли Убайду к мусульманам. Таким образом, мусульмане в поединке трое на трое одержали победу. Посланник приказал мусульманам не нападать без его приказа, а если их окружат, то они должны отгонять курайшитов стрелами. Он выровнял ряды мусульман, потом вошёл в палатку, где был только Абу Бакр ас-Сиддик. Мухаммад стал молиться. Первым из мусульман был убит Михджа, вольноотпущенник Омара ибн аль-Хаттаба, убитый стрелой. Потом был полный разгром курайшитов, самые знатные из них оказались в плену.
Абу Джахль, вождь язычников и наиболее ярый противник Мухаммада и его притеснитель, участвовал в битве со своим сыном Икримой. Его нашёл Муаз ибн Амр ибн аль-Джумух из племени Бану Салима, ударил его, отрубил полноги, а его сын отрубил Муазу руку. Потом раненого Абу Джахля увидел Муавваз ибн Афра, ударил его и сделал неподвижным. Муавваз говорил, что он был убит. Потом Абу Джахля увидел Абдаллах ибн Масуд, когда Мухаммад приказал разыскать его среди убитых. Абдаллах рассказывал, что увидел того на последнем издыхании. Абу Джахль в мекканский период запер Абдаллаха, мучил и бил кулаком. После короткого диалога, в котором Абу Джахль не признал своего поражения и оскорбил Абдаллаха, Абдаллах отрубил ему голову.
Тела всех убитых посланник приказал сбросить в колодец аль-Калиб. Все тела были сброшены, кроме тела Умаййи ибн Халафа, так как его тело раздулось в кольчуге и заполнило её. Потом оно начало разлагаться. Тело оставили и закидали землей и камнями, зарыв ими полностью.
Результатом сражения было бегство язычников и победа мусульман. Четырнадцать мусульман погибли, из которых шестеро были мухаджирами, а восемь — ансарами. Жертвы среди многобожников: семьдесят человек было убито и столько же взято в плен..

## Об отношении к военнопленным
Была взята добыча и военнопленные, двое из которых были казнены. (Это были двое язычников, которые были известны своими враждебными действиями — Укба ибн Абу Муайт и ан-Надр ибн аль-Харис. Ан-Надр был одним из самых враждебно настроенных к мусульманам курайшитов, был одним из командиров в битве при Бадре, Укба, будучи родственником Мухаммада, также был одним из самых враждебно настроенных курайшитов, был известен случай, когда он оскорбил Мухаммада, плюнув ему в лицо). Пленников распределили среди своих сподвижников. Мухаммад велел обходиться с ними по-хорошему. Этот приказ был выполнен. Пленным давали хлеб, хотя сами ели финики (финики являлись очень скромной пищей, пищей для бедных). Как рассказывал Абу Азиз ибн Умайр, один из пленников, когда мусульмане приступали к обеду или ужину, давали ему хлеб, а сами ели финики, выполняя тем самым наказ Мухаммад в отношении пленных. Как только кому-нибудь из мусульман в руки попадал кусок хлеба, он тотчас же вскакивал и давал ему этот кусок. Абу Азиз стыдился и возвращал хлеб кому-нибудь из них, а тот снова возвращал его, даже не прикоснувшись (возможно, имеется в виду — боясь прикоснуться). Нужно заметить, что Абу Азиз был командиром группы язычников в битве при Бадре после ан-Надра ибн аль-Хариса. О подобном отношении к пленникам говорится в Коране: «Они дают пищу беднякам, сиротам и пленникам, несмотря на любовь к ней». Мать выкупила Абу Азиза за 4 тысячи дирхамов. Омар ибн аль-Хаттаб хотел выбить два передних зуба пленника Сухайла ибн Амра, чтобы тот не смог больше ораторствовать против Мухаммада, о чём сказал самому Мухаммаду, однако Мухаммад ответил, что не будет его уродовать, чтобы Аллах не сделал то же самое с ним, хотя он и его пророк. Также передавали, что он сказал, что, возможно, Сухайл ибн Амр займёт такую позицию, которую Омар не будет осуждать.
Среди попавших в плен язычников был Амр ибн Абу Суфьян ибн Харба. Абу Суфьян отказался выкупить своего сына. Саад ибн аль-Нугман ибн Аккаль из рода Амр ибн Ауф, который был стариком и принял Ислам, отправился в малое паломничество со своим сыном. Тогда Абу Суфьян ибн Харб напал на него, захватив вместе с сыном Амром, хотя курайшиты обещали не нападать на паломников, совершающих большой и малый хадж, встречая их с добром. Тогда люди из рода Бану Амр ибн Ауф пошли к Мухаммаду. Они попросили дать им Амра ибн Абу Суфьяна, чтобы обменять его на Саада. Мухаммад отдал им Амра ибн Абу Суфьяна, и те обменяли его на Саада.
Выкуп за пленных язычников составил от тысячи до четырёх тысяч дирхамов за человека. Исключение составили неимущие, которые были освобождены без выкупа (например Абу Азза Амр, который был беден и имел много детей). Среди тех, кто был освобождён без выкупа, был человек, за которого никто не пришёл с выкупом и с которого взяли слово, что он выплатит его, когда вернётся, но он ничего не заплатил.

## Хадисы о битве при Бадре
Передают, что ‘Абд ар-Рахман ибн ‘Ауф, да будет доволен им Всевышний Аллах, рассказывал: «Во время сражения при Бадре мы выстроились в ряд. Взглянув направо и налево, я обнаружил, что нахожусь между двумя юношами из числа ансаров. В тот момент я подумал, что лучше бы рядом со мной находились более могучие воины. Тут один из двоих молодых людей прикоснулся ко мне и спросил: „Дядя, знаешь ли ты Абу Джахля?“ Я сказал: „Да. А зачем он тебе понадобился, племянник?“ Он сказал: „Я слышал, что он оскорбляет Посланника Аллаха, мир ему и благословение Аллаха. Клянусь Тем, в чьей длани находится моя душа! Если я увижу его, то не расстанусь с ним до тех пор, пока один из нас не умрет“. Я был поражен его словами, но тут второй юноша прикоснулся ко мне и спросил то же самое. Спустя некоторое время я увидел, как Абу Джахль встревоженно ходит между воинами, и сказал: „Посмотрите! Вот человек, о котором вы спрашивали меня“. Юноши бросились к нему и закололи его своими мечами до смерти. Вернувшись, они поведали об этом Посланнику Аллаха, мир ему и благословение Аллаха. Он спросил: „Кто из вас убил его?“ В ответ каждый из них сказал: „Я убил его“. Тогда он спросил: „Вы протерли свои мечи?“ Они ответили: „Нет“. Взглянув на оба меча, он сказал: „Вы оба убили его“. Затем он велел, чтобы имущество убитого досталось Му‘азу ибн ‘Амру ибн аль-Джамуху. А что касается этих молодых людей, то ими были Му‘аз ибн ‘Амр ибн аль-Джамух и Му‘аз ибн ‘Афра».(Бухари и Муслим)

Передают, что Джубейр ибн Мут‘ым, да будет доволен им Всевышний Аллах, рассказывал, что Пророк, мир ему и благословение Аллаха, сказал о язычниках, захваченных в плен во время сражения при Бадре: «Если бы аль-Мут‘ым ибн ‘Адий был жив и заступился бы за этих отвратительных нечестивцев, то я отпустил бы их ради него». (Бухари)